# Tinodon
Tinodon is een geslacht van uitgestorven zoogdieren dat 155-140,2 miljoen jaar geleden leefde (Oxfordien-Berriasien) en is gevonden in de Morrison-formatie (Verenigde Staten), de Alcobaçaformatie (Portugal) en de Lulworth-formatie (Engeland). Het is van onzekere affiniteiten, het meest recentelijk gevonden als dichter bij Theria te staan dan de eutriconodonten, maar verder dan de Allotheria. Er zijn twee soorten bekend: Tinodon bellus Marsh, 1879 en Tinodon micron Ensom & Sigogneau-Russell, 2000.
Othniel Charles Marsh benoemde Tinodon bellus in 1879. De geslachtsnaam betekent 'straffende tand'. De soortaanduiding betekent 'de mooie' in het Latijn. Het holotype is YPM 11843, een rechteronderkaak gevonden in Reeds Quarry No 9 in Wyoming. Mogelijke jongere synoniemen zijn Tinodon lepidus Marsh, 1879, Menacodon rarus Marsh, 1887 en Amphidon aequicrurius Simpson, 1925 (= Eurylambda aequicrurius Simpson 1929). Al dat materiaal stamt uit dezelfde groeve.
Tinodon micron, 'de piepkleine', is gebaseerd op holotype DORCM GS 1110, een gebroken onderste linkerkies gevonden in de Sunnydown Farm Quarry bij Langton Matravers in Dorset.
Tinodon is in de Tinodontidae geplaatst.